# Кубок Молдови з футболу 2005—2006
Кубок Молдови з футболу 2005–2006 — 15-й розіграш кубкового футбольного турніру в Молдові. Титул вчетверте здобув Шериф.

## 1/4 фіналу
| Команда 1            | Заг. | Команда 2      | 1-й матч | 2-й матч |
| -------------------- | ---- | -------------- | -------- | -------- |
| 3/10 листопада 2005  |      |                |          |          |
| Тирасполь            | 0:3  | Зімбру         | 0:2      | 0:1      |
| Політехніка          | 3:4  | Ністру (Атаки) | 0:4      | 3:0      |
| Тилігул-Тирас        | 0:1  | Дачія          | 0:0      | 0:1      |
| Інтерспорт-Арома (2) | 0:7  | Шериф          | 0:4      | 0:3      |

## 1/2 фіналу
| Команда 1        | Заг. | Команда 2 | 1-й матч | 2-й матч |
| ---------------- | ---- | --------- | -------- | -------- |
| 5/13 квітня 2006 |      |           |          |          |
| Шериф            | 4:3  | Зімбру    | 2:1      | 2:2 дч   |
| Ністру (Атаки)   | 1:0  | Дачія     | 0:0      | 1:0      |

## Фінал
| 10 травня 2006 |

| Шериф                            | 2:0      | Ністру (Атаки) |
| -------------------------------- | -------- | -------------- |
| Стадійчук 1' (аг) Омотойоссі 59' | Протокол |                |

| Республіканський стадіон, Кишинів Глядачів: 4 000 Арбітр: Тудор Чепой |